# Stefan Löfven
Kjell Stefan Löfven (pronunciación sueca: [ˈsteːfan lœˈveːn]; Estocolmo, 21 de julio de 1957) es un político y sindicalista sueco. Tras los resultados de las Elecciones generales de Suecia de 2014, en las cuales el partido que preside, el Partido Socialdemócrata Sueco, obtuvo el 31,2 % de los votos, fue el primer ministro de Suecia hasta su renuncia en noviembre de 2021.
Trabajó como soldador antes de ser elegido Secretario General del Sindicato Sueco de Trabajadores Metalúrgicos (IF Metall), cargo que ocupó entre el 1 de enero de 2006 y el 27 de enero de 2012. Desde el 27 de enero de 2012 es presidente del Partido Socialdemócrata Sueco.
El 21 de junio de 2021, perdió una moción de censura en el Riksdag luego de que el Partido de la Izquierda le retirara su apoyo.
Es presidente del Partido Socialista Europeo (PSE) desde el 14 de octubre de 2022.

## Infancia
Nació en Hägersten, Estocolmo. Su madre biológica lo dejó en el hogar de crianza Sunnersta, comuna de Sollefteå, a los diez meses de edad, por no poder cuidar de él y su hijo mayor. Su padre biológico, Karl Hedberg falleció tempranamente, sin llegar a conocer a Stefan. Su padre de crianza, Ture Melander (1926-2003), era obrero forestal e industrial, y su madre de crianza, Iris Melander, trabajaba como cuidadora de ancianos y minusválidos. En la familia de crianza también había otros dos hijos, Monika y Roland.A los 22 años se reencontró con su madre y hermano. 

## Formación
Después de la escuela obligatoria estudió la línea económica dos años en la escuela secundaria. Hizo un curso de 48 semanas de soldadura en la escuela estatal de oficios AMU-Center en Kramfors y estudió tres semestres en la Escuela de Trabajo Social de la Universidad de Umeå. Hizo el servicio militar en la Flotilla de Jämtland (F-4). 

## Carrera sindical
Trabajó en Correos y en la industria forestal hasta que en 1979 fue contratado como soldador en la empresa Hägglunds & Söner en Örnsköldsvik, donde permaneció hasta 1995. En Hägglunds conoció en 1992 a quien sería su esposa, Ulla, con quien contrae matrimonio en el año 2003. En 1981 fue elegido representante sindical y posteriormente va asumiendo distintas tareas sindicales. En 1995 fue nombrado (contratado) representante del entonces Sindicato Sueco de Trabajadores Metalúrgicos en Estocolmo, donde trabajó en las áreas de convenios laborales y asuntos internacionales. En 1998 fue elegido Secretario Internacional y entre 1999 y 2002 se desempeñó como Jefe de la Sección Organización. En 2001 fue elegido Vicepresidente del sindicato y en el congreso constituyente del Sindicato de Trabajadores Metalúrgicos Industriales (IF Metall) de noviembre de 2005 fue elegido presidente de la organización.

## Carrera política
Stefan Löfven ha militado en el Partido Socialdemócrata desde los 13 años. Inspirado en el internacionalismo de Olof Palme, fue miembro fundador de las Juventudes Socialdemócratas Suecas (SSU-förening) en Sunnersta, de las que luego fue presidente. Fue elegido miembro del Comité Ejecutivo del Partido en 2005. El 27 de enero de 2012 fue elegido Presidente del Partido Socialdemócrata, luego de la inesperada renuncia de su antecesor Håkan Juholt. Su elección fue ratificada el 4 de abril de 2013 por el Congreso del Partido. Como Presidente declaró tempranamente su intención de desarrollar una política de innovación socialdemócrata para crear más empresa y en su primer discurso del 1 de mayo como presidente del partido lanzó la idea de la creación de un Consejo de Política de Innovación.
En las elecciones generales de Suecia de 2018, el Partido Socialdemócrata venció de nuevo, aunque con su peor resultado en 100 años. Por si no fuera poco, la alianza formada por el Partido Socialdemócrata Sueco, el Partido Verde y el Partido de la Izquierda, solamente consiguió obtener un escaño más en el Parlamento de Suecia que la alianza de derechas formada por el Partido Moderado, el Partido Popular Liberal, el Partido del Centro y el Partido Demócrata Cristiano. Debido a esto, Löfven tuvo dificultad por formar gobierno, al necesitar los votos no solo de los miembros de su alianza, sino también de los de la Alianza por Suecia o los de la ultraderecha de Demócratas de Suecia. Es por esto que desde la Alianza se interpretaron las elecciones generales de Suecia de 2018 como un fracaso para Löfven, por lo que pidieron su dimisión, amenazando con una moción de censura contra él si no lo hacía en la primera reunión del nuevo Parlamento, el día 25 de septiembre. Löfven finalmente no dimitió, por lo que fue tumbado por una moción de censura aprobada con los votos de La Alianza y Demócratas de Suecia. No obstante, siguió ocupando el puesto de primer ministro en funciones, pudiendo optar por una futura reelección.
Tras un extenso proceso de formación de gobierno de cara al periodo 2018-2022, Löfven fue reelecto como primer ministro en la votación del 16 de enero de 2019. El apoyo de los socialdemócratas y del Partido Verde, sumado a la abstención del Partido del Centro, el Partido Popular Liberal y el Partido de la Izquierda determinó el resultado.
En junio de 2021, el Partido de Izquierda declaró que no confiaba en Löfven y su gabinete, tras supuestos planes para eliminar los controles de alquiler de nuevos apartamentos. Posteriormente, los Demócratas de Suecia presentaron una moción de censura contra Löfven y su gabinete. La moción cuenta con el apoyo de otros partidos de la oposición, en particular el Partido Moderado y los Demócratas Cristianos. Löfven calificó de irresponsable por parte del Partido de Izquierda arrojar al país a una «crisis política en la situación actual».
Löfven perdió la moción de censura el 21 de junio, con 181 votos a favor, 109 contra, y 51 abstenciones. La decisión no significa la destitución inmediata de su gabinete.
Magdalena Andersson fue elegida como su sucesora al frente del partido el 4 de noviembre de 2021. El 10 de noviembre, Löfven presentó su dimisión como primer ministro. El 30 de noviembre de 2021, Andersson le sustituyó finalmente como primera ministra tras haber sido elegida el día anterior.

## Otros cargos
Stefan Löfven ha seguido activamente los temas de la globalización. Ha sido secretario internacional del Sindicato Sueco de Trabajadores Metalúrgicos y miembro de la dirección de la Federación Nórdica de Trabajadores Metalúrgicos (Nordiska Metall) y suplente en la dirección de la Federación Europea de Trabajadores Metalúrgicos (EMF). Ha sido miembro de la dirección del Centro Internacional Olof Palme y entre 2004-1012 fue Vicepresidente del Consejo de Exportación de Suecia. También fue miembro de la dirección del Instituto Real de Tecnología (KTH) entre 2010 y 2012.